# Герб Козельца
Герб Козельца — городской герб посёлка городского типа Козельца в Черниговской области Украины.
Козелец входил в  Киевское наместничество, затем в Малороссийскую и Черниговскую губернии. Магистрат города Козельца в 1663 году получил городскую печать от польского короля Яна Казимира — козёл с крестом на спине. После присоединения украинских земель к Российской империи на печатях некоторое время использовался старый польский герб Козельца. Например, на магистратской печати Козельца 1698 года изображался козел, на спине которого держава, надпись по кругу: «ПЕЧАТЬ МАГИСТРАТУ МЕСТ. КОЗЕЛЦ».
Герб Козельца (города Киевского наместничества) утверждён 4 июня 1782 года: «В красном поле серебряный козел, а на нём золотая держава с крестом». В 1865 году был создан проект герба, который так и не утвердили: «В червлёном щите серебряный козел с чёрными глазами, языком, рогами и копытами, несущий на спине золотую державу». В вольной части изображался герб Черниговской губернии. Щит увенчан серебряной стенчатой короной и окружён золотыми колосьями, соединенными Александровской лентой.

Герб советского периода был утвержден 6 февраля 1984 года решением N16 исполнительного комитета городского совета. В пятиконечном лазурном щите — красный щиток, в котором золотой цветок козельца, от которого походит название города. Над цветком — золотые серп и молот, над щитком — золотое название города на украинском языке.

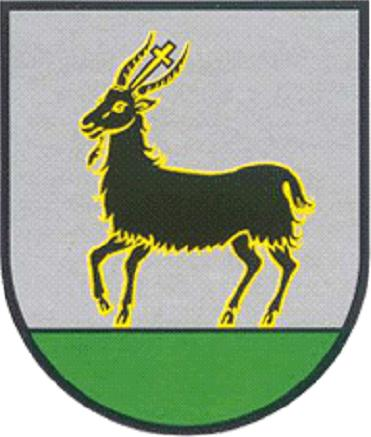
Герб 1663 года
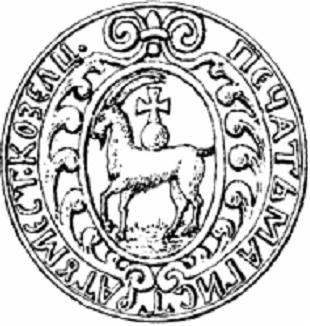
Городская печать 1668 года
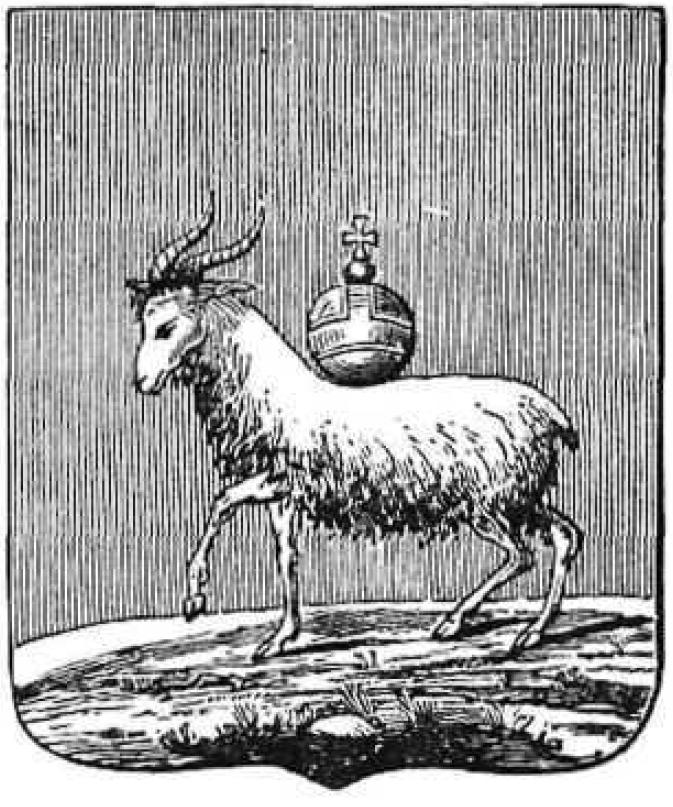
Герб 1782 года
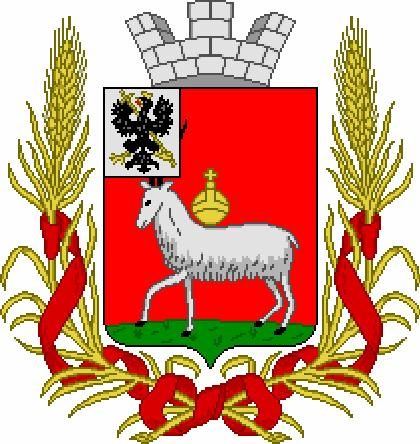
Проект герба 1865 года
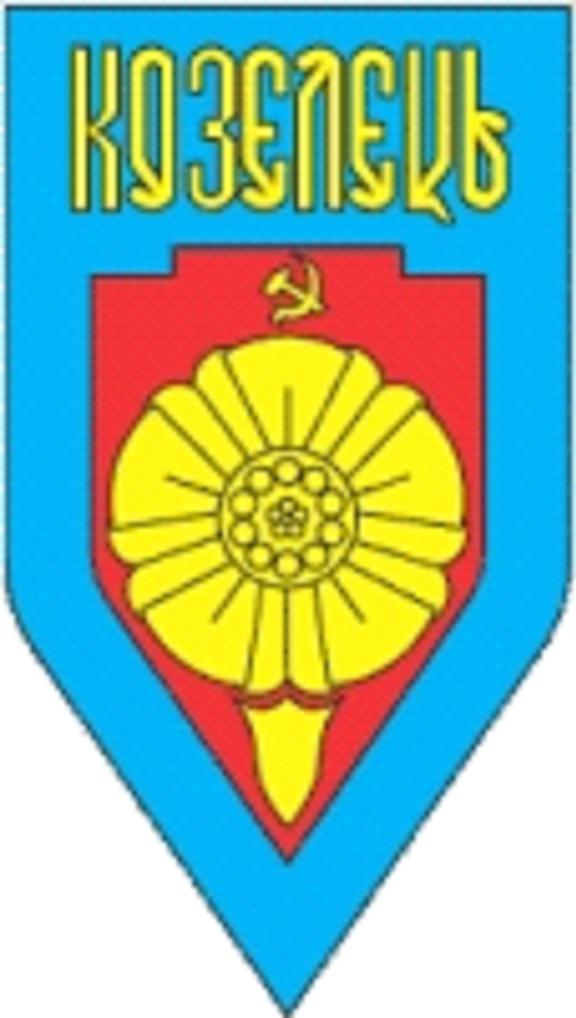
Герб 1984 года